# چمباری
چمباری (به لاتین: Chembary) یک منطقهٔ مسکونی در روسیه است که در استان آمور واقع شده‌است.